# Mal Bay
Mal Bay è un'insenatura irlandese del Clare. Non particolarmente estesa in profondità, è però abbastanza sviluppata longitudinalmente e formata da tre insenature minori.
Le forti correnti atlantiche e l'impervia e spesso scoglierosa costa che la caratterizzano, l'hanno sempre fatta conoscere come un luogo molto pericoloso per la navigazione: a suffragare questa sinistra fama l'incredibile disastro navale del XVI secolo capitato all'Invincibile Armada spagnola sulle coste di Mutton, isolotto poco al largo della terraferma, e Mal Rock, altro scoglio nella baia, in particolare la nave San Marcos (790 tonnellate//409 uomini/33 cannoni) a Spanish Point (che infatti significa "punto spagnolo". Dei pochi sopravvissuti, assai pochi furono portati in salvo dalle popolazioni gaeliche, altri catturati, condannati a morte e giustiziati dallo sceriffo del Clare, Boetius MacClancy, molti dei quali secondo la tradizione a Gallows Hill (in gaelico irlandese, Cnoc na Crochaire).